# Ischnopopillia longicosta
Ischnopopillia longicosta är en skalbaggsart som beskrevs av Lin 1981. Ischnopopillia longicosta ingår i släktet Ischnopopillia och familjen Rutelidae. Inga underarter finns listade i Catalogue of Life.